# Partido Social Democrata e Trabalhista
O Partido Social Democrata e Trabalhista (em inglês: Social Democratic and Labour Party; em irlandês: Páirtí Sóisialta Daonlathach an Lucht Oibre, SDLP) é um partido político da Irlanda do Norte.
Fundado em 1970, tornou-se o maior partido norte-irlandês defensor da unificação da Irlanda, até ao fim da década de 1990.
Com a trégua de 1998 e o fim do IRA, o partido foi suplantado pelo mais esquerdista e radical Sinn Féin, como o maior partido defensor da união irlandesa.
De ideologia social-democrata e nacionalista, é membro do Partido Socialista Europeu e da Internacional Socialista.

## Resultados eleitorais

### Eleições legislativas do Reino Unido

#### Resultados referentes à Irlanda do Norte
| Data    | Líder              | Votos         | %            | +/-     | Deputados | +/-     |
| ------- | ------------------ | ------------- | ------------ | ------- | --------- | ------- |
| 02/1974 | Gerry Fitt         | 160 437 (2.º) | 22,4 / 100,0 |         | 1 / 12    |         |
| 10/1974 | Gerry Fitt         | 154 193 (2.º) | 22,4 / 100,0 | Estável | 1 / 12    | Estável |
| 1979    | John Hume          | 126 325 (2.º) | 18,2 / 100,0 | 4,2     | 1 / 11    | Estável |
| 1983    | John Hume          | 137 012 (3.º) | 17,9 / 100,0 | 0,3     | 1 / 17    | Estável |
| 1987    | John Hume          | 154 087 (2.º) | 21,1 / 100,0 | 3,2     | 3 / 18    | 2       |
| 1992    | John Hume          | 184 445 (2.º) | 23,5 / 100,0 | 2,4     | 3 / 17    | Estável |
| 1997    | John Hume          | 190 844 (2.º) | 24,1 / 100,0 | 0,6     | 3 / 18    | Estável |
| 2001    | John Hume          | 169 865 (4.º) | 21,0 / 100,0 | 3,1     | 3 / 18    | Estável |
| 2005    | Mark Durkan        | 125 626 (4.º) | 17,5 / 100,0 | 3,5     | 3 / 18    | Estável |
| 2010    | Margaret Ritchie   | 110 970 (3.º) | 16,5 / 100,0 | 1,0     | 3 / 18    | Estável |
| 2015    | Alasdair McDonnell | 99 809 (4.º)  | 13,9 / 100,0 | 2,6     | 3 / 18    | Estável |
| 2017    | Colum Eastwood     | 95 419 (3.º)  | 11,7 / 100,0 | 2,2     | 0 / 18    | 3       |

### Eleições regionais da Irlanda do Norte
| Data | Líder            | Votos         | %            | +/- | Deputados | +/-     | Status   |
| ---- | ---------------- | ------------- | ------------ | --- | --------- | ------- | -------- |
| 1973 | Gerry Fitt       | 159 773 (2.º) | 22,1 / 100,0 |     | 19 / 78   |         | Governo  |
| 1975 | Gerry Fitt       | 156 049 (2.º) | 23,7 / 100,0 | 1,6 | 17 / 78   | 2       | Oposição |
| 1982 | John Hume        | 118 891 (3.º) | 18,2 / 100,0 | 5,5 | 14 / 78   | 3       | Oposição |
| 1996 | John Hume        | 160 786 (2.º) | 21,4 / 100,0 | 3,2 | 21 / 110  | 7       | Oposição |
| 1998 | John Hume        | 177 963 (2.º) | 22,0 / 100,0 | 0,6 | 24 / 108  | 3       | Governo  |
| 2003 | Mark Durkan      | 117 547 (4.º) | 17,0 / 100,0 | 5,0 | 18 / 108  | 6       | Oposição |
| 2007 | Mark Durkan      | 105 164 (3.º) | 15,2 / 100,0 | 1,8 | 16 / 108  | 2       | Governo  |
| 2011 | Margaret Ritchie | 94 286 (3.º)  | 13,9 / 100,0 | 1,3 | 14 / 108  | 2       | Governo  |
| 2016 | Colum Eastwood   | 83 364 (4.º)  | 12,0 / 100,0 | 1,9 | 12 / 108  | 2       | Oposição |
| 2017 | Colum Eastwood   | 95 958 (3.º)  | 11,9 / 100,0 | 0,1 | 12 / 108  | Estável |          |

### Eleições europeias

#### Resultados referentes à Irlanda do Norte
| Data | Votos         | %            | +/-  | Deputados | +/-     |
| ---- | ------------- | ------------ | ---- | --------- | ------- |
| 1979 | 140 622 (2.º) | 25,5 / 100,0 |      | 1 / 3     |         |
| 1984 | 151 399 (2.º) | 22,1 / 100,0 | 3,4  | 1 / 3     | Estável |
| 1989 | 136 335 (2.º) | 25,5 / 100,0 | 3,4  | 1 / 3     | Estável |
| 1994 | 161 992 (2.º) | 28,9 / 100,0 | 3,4  | 1 / 3     | Estável |
| 1999 | 190 731 (2.º) | 28,1 / 100,0 | 0,8  | 1 / 3     | Estável |
| 2004 | 87 559 (4.º)  | 15,9 / 100,0 | 12,2 | 0 / 3     | 1       |
| 2009 | 78 489 (4.º)  | 16,2 / 100,0 | 0,3  | 0 / 3     | Estável |
| 2014 | 81 594 (4.º)  | 13,0 / 100,0 | 3,2  | 0 / 3     | Estável |